# Iivo Niskanen
Pour les articles homonymes, voir Niskanen.
Iivo Henrik Niskanen, né le 12 janvier 1992 à Oulu, est un fondeur finlandais. Il a remporté avec Sami Jauhojärvi la médaille d'or du sprint par équipes aux Jeux olympiques d'hiver de 2014 à Sotchi, en Russie. Il devient champion du monde du quinze kilomètres classique en 2017 à Lahti, devant son public. Un an plus tard, à Pyeongchang, il devient champion olympique en individuel sur le cinquante kilomètres en style classique. Il gagne cinq courses de distance dans la technique classique, sa spécialité.
Sa sœur Kerttu est également une fondeuse de niveau international médaillée olympique en 2014.

## Biographie
Ayant entamé sa carrière au haut niveau en 2008, Iivo Niskanen gagne une médaille de bronze en relais aux Championnats du monde junior en 2011, puis fait ses débuts individuels en Coupe du monde quelques semaines plus tard à Lahti. Aux Championnats du monde junior 2012, il arrive quatrième du dix kilomètres classique à Erzurum. En 2013, il est convié pour son premier Tour de ski, mais ne le termine pas.
C'est lors de la saison 2013-2014 qu'il se révèle au niveau mondial. Il y remporte d'abord le titre mondial des moins de 23 ans sur le 15 kilomètres classique puis décroche son premier top 10 en Coupe du monde sur le même format de course à Toblach (huitième) et ainsi ses premiers points pour le classement général. Il est sélectionné pour les Jeux olympiques de Sotchi, il commence par une 25e place au skiathlon, puis termine quatrième au 15 kilomètres classique avant d'obtenir la sixième place avec le relais finlandais. Lors de sa quatrième épreuve, le sprint par équipes disputé en style classique, il remporte la médaille d'or avec l'expérimenté Sami Jauhojärvi et pour finir, il termine en dixième position du 50 kilomètres libre. Deux semaines après la clôture de ces Jeux, il prend part au prestigieux 50 kilomètres d'Oslo, lors duquel en prenant la quatrième place, il améliore son meilleur résultat en Coupe du monde.
Il remporte sa première victoire en Coupe du monde à l'occasion du quinze kilomètres classique de Kuusamo lors de l'ouverture de la saison 2014-2015. Il remporte cette même épreuve deux ans plus tard.
Aux Championnats du monde 2017, il est médaillé de bronze sur le sprint par équipes mais surtout gagne l'or sur le quinze kilomètres classique en battant Martin Johnsrud Sundby.
Lors des Jeux olympiques de Pyeongchang, Niskanen remporte l'épreuve du 50 km avec départ en ligne en ski de fond, devant Alexander Bolshunov, le seul à moins d'une minute lors de cette épreuve disputée en style classique. Il s'impose dans le final grâce à un changement de ski qui lui permet de distancer Bolshunov près de l'arrivée, pour gagner 58 ans après le dernier titre d'un Finlandais dans la discipline. De retour sur la Coupe du monde, il célèbre son titre olympique à Lahti en Finlande avec une troisième place sur le quinze kilomètres classique.
Aux Championnats du monde 2019, il est médaillé de bronze sur le quinze kilomètres classique, remporté par Martin Johnsrud Sundby.. Dans cette même discipline, il a collectionné deux autres podiums cet hiver en Coupe du monde en gagnant celui d'Otepää et terminant deuxième à Cogne.
Au début de la saison 2019-2020, il prend place sur son premier podium en course par étapes en se classant troisième du Nordic Opening à Ruka, compétition dont il remporte l'étape disputée sur quinze kilomètres classique. Niskanen confirme sa forme actuelle lorsqu'il termine deuxième du quinze kilomètres libre de Nové Město, derrière Alexander Bolshunov, montant ainsi sur son premier podium dans l'élite dans la technique en skating. Il signe une nouvelle victoire sur le quinze kilomètres classique, battant cette fois-ci Bolshunov avec une marge de dix secondes. Cet hiver, il enregistre son meilleur classement général en Coupe du monde avec le sixième rang et prend la troisième place au classement des épreuves de distance.
En 2020-2021, ses meilleurs résultats individuels sont cinquième du Ruka Triple et sixième du cinquante kilomètres classique aux Championnats du monde à Oberstdorf, tandis qu'il signe son premier podium dans un relais (4 × 10 km) à Lahti.
Aux JO 2022, il obtient l'or en 15 kilomètres classique, l'argent en relais sprint classique et le bronze lors du skiathlon. Il ne défend pas son titre du 50 km départ en ligne qui se dispute cette fois en style libre.

## Palmarès

### Jeux olympiques
| Épreuve / Édition   | Sprint                           | Sprint                           | 15 km                            | 15 km                            | Skiathlon 2 × 15 km                 | 50 km                          | Relais                             | Relais    |
| Épreuve / Édition   | libre                            | classique                        | libre                            | classique                        | Skiathlon 2 × 15 km                 | 50 km                          | Sprint                             | 4 × 10 km |
| JO 2014 Sotchi      | —                                | Épreuve inexistante à cette date | Épreuve inexistante à cette date | 4e                               | 26e                                 | 10e                            | Médaille d'or, Jeux olympiques     | 6e        |
| JO 2018 Pyeongchang | Épreuve inexistante à cette date | 14e                              | —                                | Épreuve inexistante à cette date | 19e                                 | Médaille d'or, Jeux olympiques | —                                  | 4e        |
| JO 2022 Pékin       | —                                | Épreuve inexistante à cette date | Épreuve inexistante à cette date | Médaille d'or, Jeux olympiques   | Médaille de bronze, Jeux olympiques | —                              | Médaille d'argent, Jeux olympiques | 6e        |

Légende :
- : première place, médaille d'or
- : pas d'épreuve
- — : Non disputée par Iivo Niskanen

### Championnats du monde
| Épreuve / Édition        | Sprint                           | Sprint                           | 15 km                            | 15 km                            | Skiathlon 2 × 15 km | 50 km | Relais | Relais    |
| Épreuve / Édition        | libre                            | classique                        | libre                            | classique                        | Skiathlon 2 × 15 km | 50 km | sprint | 4 x 10 km |
| Mondiaux 2015 Falun      | Épreuve inexistante à cette date | —                                | —                                | Épreuve inexistante à cette date | 26e                 | —     | —      | 8e        |
| Mondiaux 2017 Lahti      | —                                | Épreuve inexistante à cette date | Épreuve inexistante à cette date | Or                               | —                   | —     | Bronze | 5e        |
| Mondiaux 2019 Seefeld    | —                                | Épreuve inexistante à cette date | Épreuve inexistante à cette date | Bronze                           | 4e                  |       | 7e     | 4e        |
| Mondiaux 2021 Oberstdorf | Épreuve inexistante à cette date | —                                | 18e                              | Épreuve inexistante à cette date | 13e                 | 6e    | —      | 6e        |
| Mondiaux 2023 Planica    | Épreuve inexistante à cette date |                                  |                                  |                                  |                     |       |        | Argent    |

Légende :
- : pas d'épreuve
- — : Non disputée par Iivo Niskanen

### Coupe du monde
- Meilleur classement général : 3e place en 2022.
- 1 petit globe de cristal : Vainqueur du classement distance en 2022.
- 20 podiums individuels : 8 victoires, 10 deuxièmes places et 2 troisièmes places.
- 4 podiums par équipes :
  - 2 podiums en relais : 1 deuxième place et 1 troisième place.
  - 2 podiums en sprint : 2 troisièmes places.
- 1 podium en épreuve par équipes mixte : 1 deuxième place.

#### Liste des victoires
| Épreuve / Édition | Sprint | Sprint    | 10 km / 15 km | 10 km / 15 km | 20 km libre | 20 km libre | 50 km libre | Tour de ski ou Finales ou Nordic Opening |
| Épreuve / Édition | libre  | classique | libre         | classique     | libre       | classique   | 50 km libre | Tour de ski ou Finales ou Nordic Opening |
| 2014-2015         |        |           |               | Kuusamo       |             |             |             |                                          |
| 2016-2017         |        |           |               | Ruka          |             |             |             |                                          |
| 2018-2019         |        |           |               | Otepää        |             |             |             |                                          |
| 2019-2020         |        |           |               | Lahti         |             |             |             |                                          |
| 2021-2022         |        |           |               | Ruka Lahti    |             |             |             |                                          |
| 2024-2025         |        |           |               | Ruka Falun    |             |             |             |                                          |

#### Courses par étapes
- Nordic Opening : 
  - 3e en 2019-2020 (Ruka Triple).
  - 2 podiums d'étape, dont 1 victoire.
- Tour de ski : 
  - 3e en 2021-2022.
  - 3 podiums d'étape, dont 1 victoire.
- Ski Tour 2020 : 
  - 8e et 1 podium d'étape.

Il gagne les étapes suivantes dans les différentes tours :
| Date             | Lieu        | Pays     | Course         | Discipline |
| ---------------- | ----------- | -------- | -------------- | ---------- |
| 30 novembre 2019 | Ruka        | Finlande | Nordic Opening | 15 km C    |
| 29 décembre 2021 | Lenzerheide | Suisse   | Tour de Ski    | 15 km C    |

Légende :

C = classique

L = libre

H = départ avec handicap

MS = départ en masse

#### Classements en Coupe du monde
| Saison / Épreuve | Général | Général | Distance | Distance | Sprint | Sprint | Tour de ski depuis 2007 | Finales Ski Tour Canada (2016) depuis 2008 | Nordic Opening depuis 2011 |
| ---------------- | ------- | ------- | -------- | -------- | ------ | ------ | ----------------------- | ------------------------------------------ | -------------------------- |
| Saison / Épreuve | Place   | Points  | Place    | Points   | Place  | Points | Tour de ski depuis 2007 | Finales Ski Tour Canada (2016) depuis 2008 | Nordic Opening depuis 2011 |
| 2013-2014        | 50e     | 130     | 31e      | 122      | 90e    | 8      | —                       | —                                          | —                          |
| 2014-2015        | 40e     | 171     | 25e      | 163      | 78e    | 8      | Abandon                 | —                                          | —                          |
| 2015-2016        | 66e     | 85      | 43e      | 63       | 73e    | 14     | Abandon                 | —                                          | 27e                        |
| 2016-2017        | 14e     | 567     | 4e       | 475      | 42e    | 80     | Abandon                 | Abandon                                    | 10e                        |
| 2017-2018        | 15e     | 456     | 13e      | 290      | 24e    | 86     | Abandon                 | Abandon                                    | 6e                         |
| 2018-2019        | 20e     | 379     | 13e      | 475      | 92e    | 80     | -                       | -                                          | 7e                         |
| 2019-2020        | 6e      | 1221    | 3e       | 640      | 31e    | 61     | 10e                     | FIS Ski tour : 8e                          | 3e                         |
| 2020-2021        | 23e     | 296     | 19e      | 201      | 84e    | 5      | -                       | Épreuve inexistante à cette date           | 5e                         |

### Championnats du monde junior et moins de 23 ans
En trois participations aux Championnats du monde juniors, Iivo Niskanen dispute huit épreuves, remportant une médaille, le bronze avec le relais lors de l'édition de 2011 à Otepää.
Lors des Championnats du monde des moins de 23 ans de 2014 à Val di Fiemme, qui se déroulent dans le cadre des Championnats du monde junior, il obtient la médaille d'or au quinze kilomètres classique.
| Épreuve / Édition          | Sprint                           | Sprint                           | 10 km                            | 10 km                            | 15 km (libre)                    | Poursuite / Skiathlon 2 × 10 km | Relais                    |
| Épreuve / Édition          | libre                            | classique                        | libre                            | classique                        | 15 km (libre)                    | Poursuite / Skiathlon 2 × 10 km | Relais                    |
| Mondiaux 2010 Hinterzarten | —                                | Épreuve inexistante à cette date | Épreuve inexistante à cette date | 7e                               | Épreuve inexistante à cette date | 20e                             | 6e                        |
| Mondiaux 2011 Otepää       | Épreuve inexistante à cette date | 7e                               | —                                | Épreuve inexistante à cette date | Épreuve inexistante à cette date | 15e                             | Médaille de bronze, monde |
| Mondiaux 2012 Erzurum      | 19e                              | Épreuve inexistante à cette date | Épreuve inexistante à cette date | 4e                               | Épreuve inexistante à cette date | —                               | —                         |

### Coupe de Scandinavie
- 2 victoires.

### Championnats de Finlande
- Champion du cinquante kilomètres classique en 2016.
- champion du cinquante kilomètres classique en 2018.
- Champion du quinze kilomètres libre, du quinze kilomètres classique et du cinquante kilomètres libre.
- Champion du quinze kilomètres libre, du quinze kilomètres classique et du cinquante kilomètres libre en 2021.

## Distinctions
- Personnalité sportive finlandaise de l'année : 2014, 2017, 2018 et 2022.